# Ariadne pagenstecheri
Ariadne pagenstecheri är en fjärilsart som beskrevs av Suffert 1904. Ariadne pagenstecheri ingår i släktet Ariadne och familjen praktfjärilar. Inga underarter finns listade i Catalogue of Life.